# Wladimir Glasman
Wladimir Glasman, né le 17 octobre 1942 à Rabat au Maroc et mort le 21 août 2015 à Chevilly-Larue, est un chercheur arabisant et diplomate français, grand connaisseur de la Syrie où il a été en poste entre 2001 et 2008. Sous le pseudonyme d'Ignace Leverrier, il est l'auteur du blog « Un œil sur la Syrie ».

## Biographie
Il étudie au Liban entre 1974 et 1976, puis en Syrie et passe l’agrégation[Laquelle ?] au début des années 1980. Il est professeur d'arabe. Il retourne en Syrie de 1984 à 1988 comme bibliothécaire et chercheur à l’Institut français d’études arabes de Damas. D'après Le Monde, Wladimir Glasman est un « passionné d'histoire » qui a légué « ses archives inestimables » à l'Institut français du Proche-Orient. Wladimir Glasman est souvent présenté notamment par la presse comme étant un « chercheur arabisant »,,,,,,. Wladimir Glasman a côtoyé le chercheur Gilles Kepel pendant ses séjours en Syrie dans les années 1970 et 1980 qui lui ont permis de découvrir la dictature de Hafez Al-Assad. Il connait aussi Michel Seurat. 
Il intègre le ministère des affaires étrangères en 1989 et devient diplomate en Algérie entre 1992 et 1994, en Arabie saoudite entre 1994 et 1996. Il est en poste en Syrie entre 2001 et 2008. Il assiste au « printemps de Damas », une courte période en 2000 et 2001 pendant laquelle Bachar al-Assad fait une expérience d'ouverture en autorisant des salons de discussions politiques, avant d'y mettre une fin brutale, avec l'arrestation des principaux animateurs de ces forums, d'opposants et militants pour les droits de l'homme fréquentant ces salons, dont certains seront condamnés à cinq ans de prison ,,. Le Monde ajoute que Wladimir Glasman « a aussi vu le jeune leader, tiraillé entre la peur de sa propre société et la volonté de passer pour moderne, favoriser l’émergence d’une caste formée de proches et de cousins : jeunes, cyniques, brutaux, sans complexe, avides d’argent et sûrs de leur bon droit. La génération des héritiers »,.

## Connaisseur de la Syrie
D'après Salam Kawakibi, intellectuel et politologue à l’Arab Reform Initiative, un think tank basé à Paris, Wladimir Glasman « avait une connaissance intime de la Syrie et des Syriens. Il a tissé un lien personnel avec un nombre incalculable de personnes de toutes conditions et de toutes opinions, notamment toutes les figures de l’opposition actuellement en exil ou encore en Syrie ». D'après Christophe Ayad du Le Monde, la foi chrétienne « ouverte et profonde » ainsi que sa « connaissance incomparable de l’arabe syrien » ont été des atouts précieux pour « embrasser tout le spectre de la société syrienne, de ses dirigeants aux plus humbles paysans, des quartiers chics de Damas aux villages les plus reculés ». Selon Orient XXI, Wladimir Glasman avait une « connaissance intime » aussi bien du régime que de l'opposition.
Selon Ariane Bonzon, il est considéré comme l'un des meilleurs experts français « de la Syrie, de sa société comme de son régime », il aide différents diplomates arrivant en poste dans le pays.
À la mort de Wladimir Glasman, Ziad Majed déclare : « [...] nos camarades syriens [...] se sentent encore plus orphelins depuis ton départ. Je peux [...] te dire [...] combien [...] ta persévérance et ton engagement pour la Syrie m'ont inspiré, touché et appris à ne jamais baisser les bras ». Selon Ziad Majed, Wladimir Glasman a déclaré 2 ans avant sa mort : « Pour comprendre ce qui se passe en Syrie, il faut écouter, avant les experts et les commentateurs, ce que les Syriens nous racontent, nous chantent ou nous donnent à voir de multiples façons. Leurs œuvres nous disent que la révolution n'est pas morte, qu'elle est mal en point mais qu'elle refuse d'être confisquée, qu'elle se poursuit autrement et sur un autre rythme, mais qu'elle ira jusqu'au bout parce que ceux qui ont goûté à la liberté ne peuvent y renoncer... La visite de leurs sites ne laisse pas indifférent. Elle interdit de reprendre de bonne foi les rengaines du pouvoir en place et d'assimiler ceux qui veulent avant tout récupérer leurs droits et être des citoyens à des "infiltrés", des "agents de l'étranger" ou des "terroristes". Ils ne sont que des femmes et des hommes, des jeunes des deux sexes et de tous âges, aspirant à vivre debout, à dire leurs joies et leurs peines, et à s'exprimer comme ils en ont envie. Tout simplement ».
Le Monde qualifie Wladimir Glasman de « compagnon de route de la révolution syrienne », « grand connaisseur de la Syrie et blogueur engagé ». D'après Orient XXI, les opinions politiques de Wladimir Glasman étaient « proches de l’opposition laïque et farouchement anti-pouvoir », et le site fait un parallèle entre le cancer qui a emporté Wladimir Glasman et la souffrance qu'a ressenti ce dernier durant sa retraite face au « cancer » qui a emporté aussi la Syrie.
D'après Orient XXI, le livre Le cauchemar syrien, que Wladimir Glasman coécrit avec le journaliste Ignace Dalle est « important » car il permet de comprendre non « seulement comment le pays en est arrivé là, mais également pourquoi ». Le livre donne « nombre d’informations rapportées de l’intérieur et le plus souvent inconnues des lecteurs » sur le régime mis en place par le père et le fils Assad.
Plus critique, l'historien Pierre Vermeren, dans son ouvrage Le désastre syrien le présente lors de la guerre civile syrienne comme le meneur d'« un petit groupe de journalistes et d’experts virulents, emmenés par l’ancien espion feu Wladimir Glasman, par le biais de son blog « Un œil sur la Syrie », et d’une poignée de conseillers et d’universitaires va-t-en-guerre » qui poussent François Hollande à bombarder la Syrie.

## Blog «Un oeil sur la Syrie»
Selon Orient XXI, Wladimir Glasman possède « une masse d'informations » sur la Syrie dont il se sert pour nourrir son blog « Un oeil sur la Syrie » qu'il crée après son départ à la retraite, sur demande du journal Le Monde en 2011, qui lui a proposé de tenir la chronique des évènements. Il signe ses articles sous le pseudonyme d'Ignace Leverrier. Selon Le Monde, « semaine après semaine, il publie des informations inédites, des témoignages, des prises de position et de longues analyses qui font référence », notamment auprès de journalistes qui se servent de ce blog « pour comprendre les évolutions en cours ». Il ouvre les lignes de son blog aux auteurs de terrain, que ce soit Joumana[Qui ?] dont il traduit les lettres, ou Aurélien Pialou, alors doctorant à Damas[réf. nécessaire]. D'après L'Obs, « Un œil sur la Syrie était l’une des sources incontournables en français pour qui voulait tenter de comprendre pourquoi ce pays connaissait une telle descente aux enfers, avec quels « acteurs », internes et externes, quels rapports de force, quels enjeux ».
Frantz Glasman et le journaliste Nicolas Hénin annoncent en 2015 que le blog prend un nouveau départ sous une forme collaborative après la mort de Wladimir Glasman.

## Ouvrages
- Le Front Islamique du Salut entre la hâte et la patience, Seuil, 1993[3]
- Jordanie. Les Frères Musulmans et le jeu parlementaire, La Découverte, 1994[3]
- L'Arabie saoudite, le pèlerinage et l'Iran, CEMOTI n° 22, 1996[3]
- Le Cauchemar syrien[19], Fayard, 2016  (ISBN 9782213699011)Écrit avec Ignace Dalle.